# Uso legittimo delle armi
L'uso legittimo delle armi, nell'ordinamento giuridico italiano, costituisce una causa di giustificazione del reato, prevista dal codice penale italiano.

## Disciplina normativa
La causa di giustificazione venne introdotta nel diritto penale italiano per la prima volta dal codice penale del 1930, contemplata all'art. 53:
L'ambito di applicazione della causa di giustificazione in oggetto è stato notevolmente ampliato con la legge 22 maggio 1975, n. 152 che all'art. 14 ha modificato la norma del codice penale. Con tale provvedimento legislativo è stata ammessa la legittimità dell'uso delle armi non soltanto per vincere una resistenza o respingere una violenza, ma anche, preventivamente, per impedire la consumazione di delitti particolarmente odiosi e dall'elevato danno sociale, elencati al predetto art. 14.
Per armi devono intendersi non soltanto le armi da fuoco ma tutti gli strumenti di cui i pubblici ufficiali sono dotati al fine di esercitare la coazione fisica (ad esempio manganelli, gas lacrimogeni). L'efficacia della causa di esclusione è limitata ai pubblici ufficiali e alla presenza dello stato di necessità. Inoltre, tutelare l'incolumità delle persone fa parte integrante dei doveri dei funzionari e agenti di polizia (34 R.D. 690/1907). Si ritiene pertanto che la legge stabilisca la liceità al ricorso all'arma soltanto come extrema ratio, preferendo ad essa qualsiasi altro rimedio. Riguardo al concetto di resistenza secondo la dottrina occorre che tale atteggiamento debba concretarsi in un atteggiamento minaccioso, non essendo sufficiente una resistenza passiva per legittimare il ricorso all'uso delle armi.

## La giurisprudenza in tema
La sentenza più nota in argomento è certamente quella della Corte di Assise di Roma dell'8 luglio 1977, che in un passo ormai assorbito in dottrina, recita:
Questa causa di giustificazione si riferisce al pubblico ufficiale che al fine di adempiere un dovere del proprio ufficio fa uso ovvero ordina di far uso delle armi o di altro mezzo di coazione fisica, quando vi è costretto dalla necessità di respingere una violenza o di vincere una resistenza all'autorità.